# 쪽박섬
쪽박섬[小瓢島]은 경기도 안산시 대부동에 있었던 섬으로, 소나무가 자라서 쪽박솔섬으로 불리기도 했다. 현재는 횟집이나 펜션 등이 들어서 관광지로 인기가 있다.

## 지명 유래
섬 모양이 쪽박처럼 생겼다 해서 붙여진 이름이다.